# Echipa națională de handbal feminin a Germaniei de Est
Echipa feminină de handbal a Republicii Democrate Germane este echipa națională care, până în 1990, a reprezentat Republica Democrată Germană în competițiile interțări oficiale sau amicale de handbal feminin. Echipa feminină a Germaniei de Est a dominat handbalul mondial, alături de echipa Uniunii Sovietice, în anii '70-'80.

## Palmares
Campionatul Mondial
- medalie de aur în 1971, 1975 și 1978;
- medalie de bronz în 1990;

Jocurile Olimpice
- medalie de argint în 1976;
- medalie de bronz în 1980;

## Rezultate

### Rezultate olimpice
Echipa de handbal feminin a Germaniei de Est a obținut două medalii la Jocurile Olimpice de Vară:
| An   | Poziție           |
| ---- | ----------------- |
| 1984 | Boicot            |
| 1980 | Medalie de bronz  |
| 1976 | Medalie de argint |

### Rezultate la Campionatul Mondial
Echipa de handbal feminin a Germaniei de Est a obținut trei medalii de aur și una de bronz la Campionatele Mondiale:
| An   | Poziție          |
| ---- | ---------------- |
| 1990 | Medalie de bronz |
| 1986 | locul 4          |
| 1982 | locul 4          |
| 1978 | Medalie de aur   |
| 1975 | Medalie de aur   |
| 1973 | locul 9          |
| 1971 | Medalie de aur   |

## Echipa

### La Campionatele Mondiale
| Competiție | Clasare          | Antrenori                       | Echipa |
| ---------- | ---------------- | ------------------------------- | --- |
| CM 1971    | Medalie de aur   | Hans Becker, Harry Becker       | Hannelore Burosch, Edelgard Wendorf, Hannelore Zober, Bärbel Braun, Petra Kahnt, Bärbel Helbig, Waltraud Kretzschmar, Bärbel Stärke, Maria Winkler, Renate Breuer, Adelheid Dobrunz, Kristina Hochmuth, Barb Heinz, Liane Michaelis, Brigitte Lück                    |
| CM 1973    | Locul 9          |                                 | Eva Baldeweg, Hannelore Burosch, Hannelore Zober, Jancker, Christine Gehlhoff, Barb Heinz, Silvia Heinrich, Kristina Richter, Waltraud Kretzschmar, Hannelore Junghans, Marion Tietz, Petra Kahnt, Bärbel Braun, Bönsch                                               |
| CM 1975    | Medalie de aur   | Peter Kretzschmar, Harry Becker | Hannelore Burosch, Eva Paskuy, Hannelore Zober, Christine Gehlhoff, Silvia Siefert, Karin Jänicke, Roswitha Krause, Evelyn Matz, Kristina Richter, Marion Tietz, Petra Kahnt, Waltraud Kretzschmar, Beate Kühn, Christina Rost, Christina Lange, Ursula Putzier       |
| CM 1978    | Medalie de aur   | Peter Kretzschmar, Klaus Franke | Hannelore Zober, Hannelore Burosch, Renate Rudolph, Evelyn Matz, Roswitha Krause, Kristina Richter, Marion Tietz, Katrin Krüger, Christina Rost, Petra Uhlig, Waltraud Kretzschmar, Eva Langenberg, Claudia Wunderlich, Kornelia Elbe, Birgit Heinecke, Sabine Röther |
| CM 1982    | Locul 4          |                                 | Sabine Picken, Wolf, Kornelia Kunisch, Claudia Wunderlich, Christina Rost, Petra Uhlig, Werner, Geyer, Marion Tietz, Evelyn Hübscher, Krüger, Marion Schulz, Wagner, Sabine Röther-Kirschke                                                                           |
| CM 1986    | Locul 4          |                                 | Sabine Picken, Andrea Stolletz, Renate Zschau, Kornelia Kunisch, Kerstin Voigtländer, Kämpf, Kerstin Nindel, Kerstin Knüpfer, Cordula David, Matthäus, Unger, Evelyn Hübscher, Katrin Krüger, Schulz, Hoffmann, Wolf                                                  |
| CM 1990    | Medalie de bronz | Heinz Strauch, Lothar Doering   | Andrea Stolletz, Manuela Kelm, Anett Kuhlke, Gabriele Palme, Kerstin Mühlner, Anja Krüger, Carola Ciszewski, Marika Ahrens, Josefine Grosse, Sabine Quednau, Kathrin Petzold, Karen Heinrich, Kerstin Nindel, Angela Werner, Katrin Mietzner                          |

### La Jocurile Olimpice

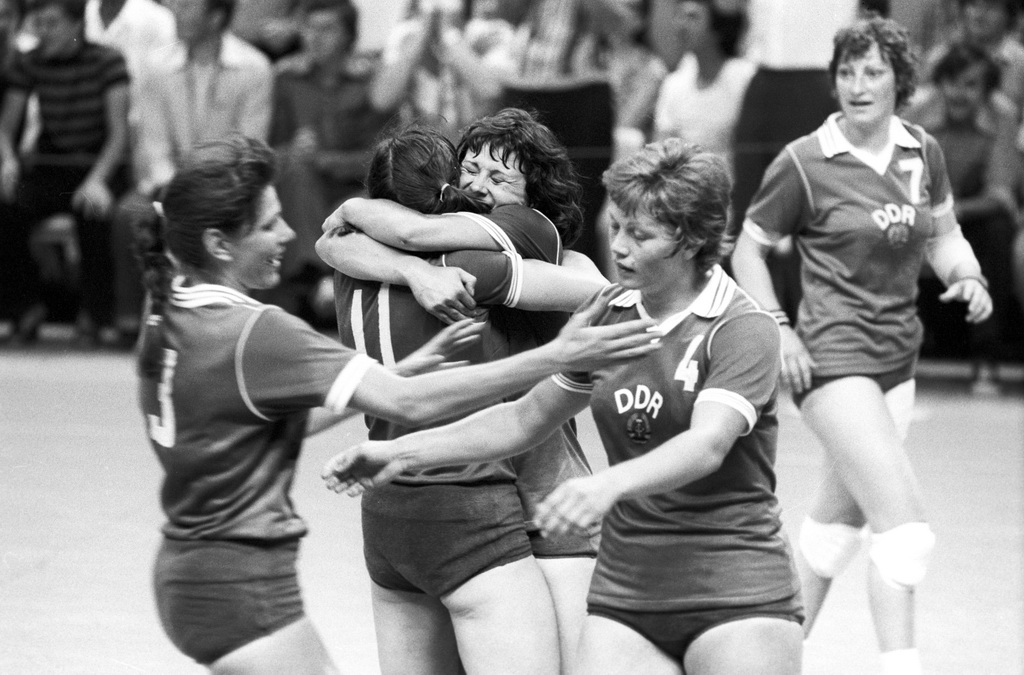
Echipa de handbal feminin a Germaniei de Est la Jocurile Olimpice de Vară din 1980

| Competiție | Clasare           | Antrenori         | Echipa |
| ---------- | ----------------- | ----------------- | --- |
| JO 1976    | Medalie de argint | Peter Kretzschmar | Hannelore Burosch, Gabriele Badorek, Eva Paskuy, Christina Voß, Hannelore Zober, Petra Uhlig, Waltraud Kretzschmar, Christina Rost, Roswitha Krause, Evelyn Matz, Kristina Richter, Marion Tietz, Liane Michaelis, Silvia Siefert |
| JO 1980    | Medalie de bronz  | Peter Kretzschmar | Hannelore Zober, Waltraud Kretzschmar, Christina Rost, Petra Uhlig, Renate Rudolph, Roswitha Krause, Kristina Richter, Marion Tietz, Kornelia Kunisch, Birgit Heinecke, Claudia Wunderlich, Katrin Krüger, Evelyn Hübscher        |